# Antanas Sutkus
Antanas Sutkus (né le 27 juin 1939 à Kluoniškiai) est un photographe lituanien. 

## Biographie
Antanas Sutkus est l'un des cofondateurs et président de la Société d'art photographique de Lituanie.  Ses clichés noir et blanc représentent l école lituanienne de la photographie où l’humain est au centre de son œuvre. Ces photos sont maintenant  dans le plus grands musées du monde.. 
En 1940 alors qu’il n’a que un an, son père préfère se suicider plutôt que de collaborer avec l’envahisseur soviétique qui vient d’arriver. Pendant son enfance il attrape la tuberculose est en échappe miraculeusement. Il reste 2 ans au sanatorium où il lit boulimiquement les œuvres de là littérature mondiale. 
De 1950 a 1989 il réalise de nombreux clichés dérangeants pour la censure et le pouvoir soviétique qu il conservera précieusement, témoignages de cette époque . 
Il a photographié Jean-Paul Sartre par un célèbre cliché dans les dunes lituaniennes à Nida  le long  de la côte baltique ainsi que  Simone de Beauvoir pendant leur visite en Lituanie durant l'été 1965. 
Il vit à Vilnius  la capitale du pays.

## Expositions
- 2005 :  Château d'Orion.
- 2011 : Un regard libre, Château d'eau de Toulouse.
- 2013 : Sartre et Beauvoir : un voyage en Lituanie, Abbaye d'Ardenne, Saint-Germain-la-Blanche-Herbe.
- 2018 : Maison de la photographie, Lille.
- 2018 :  Antanas Sutkus, un regard libre, Hôtel Fontfreyde – centre photographique , Clermont-Ferrand, du 16 novembre 2018 au 2 janvier 2019.

## Récompenses et distinctions
- 1994 : EFIAP
- 1997 : Ordre du Grand Duc Gediminas
- 2003 : Prix national lituanien
- 2017 : Prix Erich-Salomon